# Amphitrite jucunda
Amphitrite jucunda är en ringmaskart som först beskrevs av Johan Gustaf Hjalmar Kinberg 1866.  Amphitrite jucunda ingår i släktet Amphitrite och familjen Terebellidae. Inga underarter finns listade i Catalogue of Life.